# Östlig protestantism
Östlig protestantism, också kallat Östprotestantism, Östliga protestantiska kyrkor, Östprotestantiska kyrkor eller Protestantiska östkyrkor, är benämningar på olika protestantiska kyrkosamfund som tillhör den östliga kyrkan, det vill säga vissa protestantiska kyrkor som finns utanför västvärlden.
Tillsammans med de Östortodoxa, Östkatolska, Orientaliska och ''Sanna ortodoxa'' kyrkorna utgör de Östkyrkan.

## Historik
De Östliga protestantiska kyrkorna började att utvecklas under den andra halvan av 1800-talet utanför (den västliga) Protestantismens territorier.
Några av dessa kyrkor uppstod som ett resultat av schismen efter att konciliet i Chalkedon ägde rum år 451, då när de miafysitiska Orientaliska ortodoxa kyrkorna splittrades från de Östortodoxa kyrkorna och den Romersk-katolska kyrkan, som var en och samma kyrka vid den tiden fram tills den stora schismen 1054.

## Östprotestantiska samfund (urval)
Några exempel på östprotestantiska samfund är:
- Armenisk-evangeliska kyrkan
- Assyrisk-evangeliska kyrkan
- Koptisk-evangeliska kyrkan
- Mar Thoma syriska kyrkan
- Östlig lutherdom